# 夏日彼方
《夏日彼方》是日本獨立開發者岡一秀和製作的一款文字冒險遊戲，於2022年8月17日在Steam免費發佈，遊戲完整版《夏日彼方 beyond》在2024年6月20日於Steam發售。

## 玩法
《夏日彼方》採用文字冒險遊戲的玩法，玩家扮演的主人公在整理祖母遺物時，發現一台舊電腦，他好奇打開電腦，發現通過這台電腦可以聯絡到一名少女夏乃。夏乃身殭屍病毒爆發後的末日世界，她沒有被感染，一人在外流浪。她的手機意外聯絡到主人公，兩人相談甚歡，主人公打算幫助少女，在她探索時給予意見。在探索模式採用了Roguelike玩法，夏乃會描述當前環境和發現的物品，玩家可以輸入指令影響夏乃接下來的行動。原版玩家需要通過鍵盤打字輸入指示，或者用鼠标選擇夏乃描述文段中的關鍵字，完整版會在選單自動更新有效的指示供玩家選擇。探索時能收集物品和武器，還需要打敗靠前的殭屍。每輪探索的時間受夏乃的體力影響，將近體力不支時，夏乃會返回營地，在切換場景時，玩家也可以結束該輪探索，在營地可以烹飪食物和製造武器。遊戲主線隨著探索次數推進，部分劇情需要收集特殊物品才能通過。

## 劇情
主人公在整理祖母遺物時，發現一台舊電腦，他好奇打開電腦，發現通過這台電腦可以聯絡到一名少女夏乃。夏乃身殭屍病毒爆發後的末日世界，她沒有被感染，一人在外流浪。她的手機意外聯絡到主人公，兩人相談甚歡，主人公打算幫助少女，在她探索時給予意見。隨著探索的深入，夏乃會遇到朱音一行倖存者，並與其結伴同行。朱音是末日前研究殭屍病毒的組織成員，他們的調查顯示，人類的變異並非因為病毒或細菌。部分感染者身上會出現八木天线，朱音推測可能是外星的信號影響到人類。隨著夏乃向她們坦白主人公之事，朱音又進行了各種實驗，發現夏乃的手機信號來自夏乃自身，她推測是主人公觀察這個世界導致末日。基於這個猜測，主人公決定關閉電腦。
一年之後，主人公忍不住又打開了電腦，發現夏乃的世界只過去了一週，世界也沒有恢復正常。不日，名為一可的少女找上了夏乃。她也一直在虛空中聽到主人公的對話，但是無法回應，在半年前她還聽到另一個少女的聲音，應該是主人公的祖母，她推測末日與祖母有關。主人公為此聯絡在世舅公，得知祖母高中時跟風在電腦上安裝了模擬世界的軟件，不過很快就沒興趣了。主人公將這個真相告訴夏乃和一可等人，她們因此陷入迷茫，不久她們還發現一個感染者身上出現電腦，與主人公使用的舊電腦型號一樣，她們能通過這台電腦刪除這個世界。夏乃自暴自棄地認為不與主人公相遇更好，很快她陷入昏迷，似乎有變成感染者的趨勢。主人公在現實世界的夢境中聽到夏乃心聲，他嘗試說服夏乃不果，於是故意以刪除世界逼出夏乃回應。夏乃最後也接受所在世界是虛構的事實，並繼續努力活下去。

## 開發及發行
岡一秀和在學生時代就嘗試過開發遊戲，也發行過手機遊戲。《夏日彼方》是他在東京工作期間的業餘之作，沒想過以此盈利，所以選擇免費發佈。專案是先設計玩法，再開始構思世界觀和設定。岡一秀和希望遊戲在劇情結束後能繼續遊玩，所以選擇了Roguelike玩法。故事背景為末日後的世界，世界觀風格則受到他故鄉尾道市的影響。2021年8月4日，岡一秀和在Steam公佈遊戲搶先體驗版，一些玩家反饋探索部分無聊，對主線劇情發展更有興趣，岡一秀和於是增加了跳過探索部分的功能。後續完善了探索時的飢餓值和體力值機制，增加特殊事件和無盡探索玩法，2021年12月推出限時的聖誕節活動。美術和角色設計由Chiji負責，Chiji在設計場景時參考了山形縣沿海的景色，ruchiro負責音樂。專案使用HTML開發，遊戲完整版《夏日彼方 beyond》使用遊戲引擎Unity重新開發，支持遊戲手柄遊玩，還增加了新角色和劇情，歌手椎可負責製作新插曲和主題曲。
2022年8月遊戲主題曲《夏之彼方》在YouTube公佈，開發組也宣佈會製作中文版。同月17日遊戲正式版免費發佈，支持Windows和macOS。2023年10月6日，發行商Waku Waku Games宣佈代理發行遊戲完整版《夏日彼方 beyond》。2024年6月20日，遊戲完整版在Steam上架，支持Windows和macOS。發行商也表示該作將登陸任天堂Switch，相關遊戲演示會在同年7月14日的獨立遊戲展「東京遊戲地下城外傳」上公佈。8月22日，遊戲完整版在任天堂eShop上架。

## 反響及評價
遊戲原版在Steam發售後獲得極度好評，搶先體驗版發售不到一個月，遊戲下載和收藏量超過15萬份。2023年10月，遊戲原版下載量超過20萬份。在搶先體驗版公佈當月，AUTOMATON評論員Keiichi Yokoyama將該作評為本週推薦，他認為遊戲難度適中，遊戲魅力之處就是女主人公在末世中的故事。4Gamers編輯歪力稱讚「故事鋪陳相當引人入勝」，美術和音樂也「相當出色」。
《Fami通》四名評論員對遊戲完整版合計給出31分（總分40），遊戲進入白銀殿堂。四名評論員給與劇情好評，和均認為遊戲的設計和敘事方法，給玩家帶來沉浸感。稱讚遊戲給她帶來哲學方面的思考。

## 外部連結
- 官方网站：原版、完整版
- 《夏日彼方》在視覺小說數據庫的頁面 （英文）